# Legió XVI Flavia Firma

Mapa de l'imperi romà l'any 125 dC sota l'emperador Hadrià, que mostra la Legio XVI Flavia Firma estacionada al riu Eufrates a Samosata (Samsat, Turquia), a la província romana de Síria, on va estar estacionada des de l'any 117 dC fins al segle IV.

La Legió XVI Flavia Firma (setzena legió «Ferma pels Flavis») va ser una legió romana creada per Vespasià, a partir de soldats provinents de la Legió XVI Gallica, que havia quedat deshonrada per la seva conducta durant la revolta dels bataus, segons diu Cassi Dió. Immediatament després de la seva formació va ser traslladada a la banda oriental de l'Imperi, i com que estava formada per soldats gals, es pot considerar una mena de sanció.
Vespasià volia consolidar la frontera que discorria pel riu Eufrates, i va estacionar aquesta legió a Satala, ciutat de Capadòcia, una mica al nord del riu, juntament amb la Legió XII Fulminata.
Va participar en la guerra que Trajà va iniciar contra l'Imperi Part, i Hadrià la va traslladar a Samòsata. L'emperador Luci Ver, va utilitzar la legió quan va conquerir Mesopotàmia. Aquesta legió va participar també a les dues campanyes de l'emperador Septimi Sever contra els parts (194 i 197-198) on va saquejar la capital, Ctesifont. També va lluitar en temps d'Alexandre Sever contra l'Imperi Sassànida, que havia iniciat una invasió de l'Imperi Romà.
La Notitia Dignitatum diu que la Legió XVI Flavia Firma estava estacionada a Sura, a les ordres del Dux Syriae et Eufratensis Syriae. Després se'n desconeix el seu destí.